# Ogrodzieniec (województwo warmińsko-mazurskie)

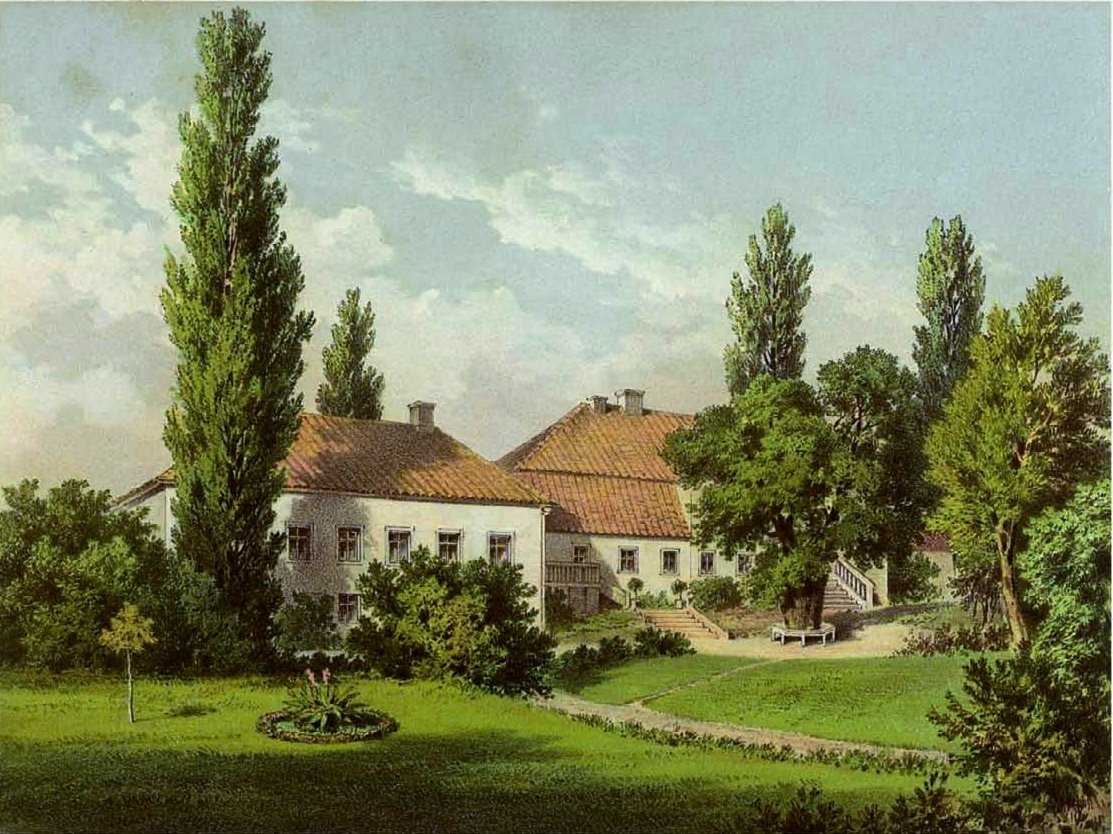
Pałac w Neudeck w roku 1860, litografia autorstwa Alexandra Dunckera

Ogrodzieniec (niem. Neudeck) – osada w Polsce położona w województwie warmińsko-mazurskim, w powiecie iławskim, w gminie Kisielice. W latach 1975–1998 miejscowość położona była w województwie elbląskim.
W Ogrodzieńcu zmarł prezydent Republiki Weimarskiej, Paul von Hindenburg. Znajdują się tu również ruiny pałacu Hindenburga oraz dom w którym kiedyś była szkoła i mieszkała służba prezydenta.

## Historia
Niemiecka nazwa Neudeck pochodzi prawdopodobnie od pruskiego „Najdekai”. Na podstawie zachowanego przywileju kapituły pomezańskiej wiadomo, że osada została założona w 1230 r. przez niejakiego Albrechta, który uzyskał cztery lata wolnizny na zagospodarowanie się. W tym samym dokumencie sołtysowi Albrechtowi karczmę (dziedziczną), wolną od czynszu i szarwarku. W 1343 r. kapituła pomezańska wystawiła odnowiony przywilej lokacyjny. W czasie wojny z 1414 r. wieś została doszczętnie zniszczona. W trakcie wojny trzynastoletniej Ogrodzieniec został prawie całkowicie zniszczony. Musiał długo podnosić po tym upadku jeśli źródła w 1545 r. wymieniają tylko dwóch mieszkańców wioski. Niedługo później wieś stała się majątkiem ziemskim i przeszła w posiadanie rodu Polenzów. Na początku XVIII w. wieś była we władaniu rodziny Beneckendorfów-Hindenburgów.
W 1789 r. Ogrodzieniec był wsią szlachecką z folwarkiem Wola i liczył 24 domy. W 1885 r. areał majątku wraz z folwarkiem wynosił 901 ha, w tym 568 ha ziemi ornej, 118 ha łąk i 138 ha lasów. W latach 1895–1905 obszar majątku wynosił 892,4 ha. Do 1934 r. wieś była własnością feldmarszałka i prezydenta Rzeszy – Paula von Hindenburga, którego syn – generał porucznik Oskar von Beneckendorf und von Hindenburg – był ostatnim właścicielem tych dóbr. W 1945 r. pałac Hindenburga został splądrowany przez żołnierzy Armii Czerwonej i podpalony. Wieś stała się częścią Polski według Umowy Poczdamskiej tego samego roku. Ruiny pałacu rozebrano około 1950 r.
W 1973 r. osada (majątek) Ogrodzieniec należał administracyjnie do gromady Jędrychowo, poczta Jędrychowo, powiat iławski.

## Demografia
- 1817: 22 domy, 233 mieszkańców
- 1831: 22 domy, 294 mieszkańców
- 1864: 18 domów, 272 mieszkańców
- 1871: 17 domów, 303 mieszkańców
- 1885: 17 domów, 217 mieszkańców
- 1895: 13 domów, 190 mieszkańców
- 1905: 12 domów, 180 mieszkańców